# Misteri en el vaixell perdut
Misteri en el vaixell perdut (títol original en anglès: The Wreck of the Mary Deare) és una pel·lícula dels Estats Units de Michael Anderson, estrenada el 1960. Ha estat doblada al català.

## Argument[2]
Quan John Sands, al comandament del seu remolcador, evita la col·lisió amb el «Mary Deare» de Hong Kong en una espantosa tempesta, ignora que aquest ha estat destrossat per un incendi i que va a la deriva amb un sol home a bord, el segon del vaixell, Gideon Patch. Junts, els dos homes posen en marxa els motors i fan cap cap a les costes franceses. Però Patch estimba voluntàriament el vaixell contra els esculls dels Minquiers prop de Sant Malo.
 De tornada a Anglaterra, davant els jutges marítims, Patch és acusat pels armadors del «Mary Deare» d'haver barrinat el seu vaixell. I els testimoniatges dels homes de la tripulació que juren haver evacuat, seguint els ordres de Patch, un vaixell mercant que era encara en situació de navegar l'enfonsen més. Quan s'investiguen les restes del «Mary Deare» Gideon Patch, ajudat de John Sands, descobrirà el secret.

## Repartiment
- Gary Cooper: Gideon Patch
- Charlton Heston: John Sands
- Michael Redgrave: Mr. Nyland
- Emlyn Williams: Sir Wilfred Falcett
- Cecil Parker: The Chairman
- Alexander Knox: Petrie
- Virginia McKenna: Janet Taggart
- Richard Harris: Higgins
- Ben Wright: Mike
- Peter Illing: Gunderson
- Terence de Marney: Frank
- Ashley Cowan: Burrows
- Charles Davis: Yules

## Critiques
"El suspens és hàbilment mesurat i rebota diverses vegades amb un guió de qualitat corrent. Gary Cooper hi encarna, una vegada més, conscienciosament, l'heroi aixafat pel Destí, però que triomfa sobre els seus adversaris. Els altres no són més que comparses. Les escenes de mar són fotografiades amb habilitat. El conjunt de la pel·lícula es veu amb plaer."